# Less (język arkuszy stylów)
Less (Leaner CSS) – dynamiczny język arkuszy stylów stworzony przez Alexis Selliera. Został stworzony w odpowiedzi na język Sass oraz dał początek nowszej wersji Sass – SCSS, która zapożyczyła część jego składni. Less było początkowo oprogramowaniem open source opartym na licencji MIT, którą zmieniono później na Apache License 2.0. Pierwsza implementacja napisana była w Ruby, późnej została ona zastąpiona wersją napisaną w JavaScripcie. Less jest zagnieżdżonym metajęzykiem – poprawny kod CSS jest również poprawnym kodem Less. Główną różnicą pomiędzy Less i innymi prekompilatorami CSS jest możliwość kompilacji w czasie rzeczywistym kodu przez przeglądarkę. Less może działać zarówno po stronie klienta, jak i serwera, jak również jego kod może być skompilowany wcześniej do czystego CSS.

## Elementy języka Less

### Komentarze
Oprócz możliwości wstawiania standardowych komentarzy CSS – czyli wstawionych pomiędzy /* a */ – Less daje możliwość używania także własnych komentarzy. Komentarze te zaczynają się od podwójnego slasha (//) i kończą się wraz z linijką, na której się zaczęły. Komentarze takie nie pojawiają się w przetworzonych plikach CSS.
```
/* Standardowy komentarz blokowy CSS. */

//
 
To
 
jest
 
komentarz
 
liniowy
 
Less
.
 
Nie
 
pojawia
 
się
 
on
 
w
 
wynikowym
 
pliku
 
CSS
.

```

### Importowanie plików
Importowanie plików jest możliwe poprzez dyrektywę @import. Po niej należy podać ścieżkę względną do pliku w cudzysłowie. Jeżeli importowany plik ma rozszerzenie .css, dyrektywa nie daje efektu – linijka z importem jest pozostawiana i działa jako zwykły import w wynikowym arkuszu stylów. Plik z każdym innym rozszerzeniem (a także bez rozszerzenia – automatycznie dodawane jest wtedy rozszerzenie .less) traktowany jest jako plik Less i jest on przetwarzany oraz wklejany do pliku.
Przykłady
```
@
import
 
"plik"
;
      
//
 
importowany
 
jest
 
"plik.less"

@
import
 
"plik.less"
;
 
//
 
importowany
 
jest
 
"plik.less"

@
import
 
"plik.php"
;
  
//
 
importowany
 
jest
 
"plik.php"
 
i
 
przetwarzany
 
jako
 
plik
 
Less

@
import
 
"plik.css"
;
  
//
 
linijka
 
pozostawiona
 
bez
 
zmian

```

#### Opcje
Można zmienić zachowanie dyrektywy @import poprzez następujące opcje:
- reference – umożliwia odwoływanie się do zawartości importowanego pliku (np. mixins), ale go nie wstawia do wynikowego arkusza stylów
- inline – wymusza wstawienie importowego pliku bez przetwarzania
- less – traktuje plik jako plik Less, niezależnie od rozszerzenia
- css – traktuje plik jako plik CSS, niezależnie od rozszerzenia
- once – zduplikowane dyrektywy @import są ignorowane (domyślne zachowanie)
- multiple – pozwala wielokrotnie zaimportować ten sam plik

Składnia dyrektywy @import z opcją:
```
@
import
 
(
opcja
)
 
"plik.less"
;

```

### Zmienne
Zmienne definiowane są za pomocą znaku małpy (@), po której następuje nazwa zmiennej zakończona dwukropkiem oraz ustalaną wartością.
Przykład
```
@
color
:
 
#
cdeffe
;

@
background
:
 
lightblue
;

a
 
{

  
color
:
 
@
color
;

}

div
 
{

  
background-color
:
 
@
background
;

}

```

Powyższy kod w języku Less zostanie przetworzony do następującego kodu CSS:
```
a
 
{

  
color
:
 
#cdeffe
;

}

div
 
{

  
background-color
:
 
#add8e6
;

}

```

### Zagnieżdżanie
Less pozwala zagnieżdżać reguły CSS.
Przykład
```
a
 
{

  
color
:
 
#000
;

  
&:hover
 
{
 
//
 
&
 
oznacza
 
rodzica
 
-
 
w
 
tym
 
przypadku
:
 
a

    
color
:
 
#00f
;

  
}

  
img
 
{

    
background-color
:
 
red
;

  
}

}

```

Powyższy kod przetworzony zostanie do następującego kodu CSS:
```
a
 
{

  
color
:
 
#000
;

}

a
:
hover
 
{

  
color
:
 
#00f
;

}

a
 
img
 
{

  
background-color
:
 
red
;

}

```

### Mixins
Mixins mogą być utożsamiane z funkcjami, których wywołanie powoduje wstawienie pewnego bloku kodu w miejsce wywołania. Składnia mixins wygląda identycznie jak definicja klasy lub selektora dla ID w CSS, a wywołanie to po prostu nazwa mixin, zakończona opcjonalnie pustym nawiasem okrągłym.
Przykład
```
.
a
,
 
#
b
 
{

  
color
:
 
red
;

}

h1
 
{

  
.a()
;

}

h2
 
{

  
#b
;

}

```

Po przetworzeniu do CSS, powyższy kod wyglądał będzie tak:
```
.
a
,

#
b
 
{

  
color
:
 
red
;

}

h1
 
{

  
color
:
 
red
;

}

h2
 
{

  
color
:
 
red
;

}

```

#### Argumenty
Mixins pozwalają na przekazywanie argumentów. Deklaracja mixin zmienia się wtedy – po nazwie pojawia się nawias z deklaracją zmiennej lub zmiennych oddzielonych średnikami (lub przecinkami, choć jest to niezalecane). Nawias może być pusty – mixin nie przyjmuje wtedy żadnych argumentów, ale nie pojawia się wtedy w wynikowym kodzie CSS jako klasa lub ID.
Przykład
```
.
size
(
@
width
;
 
@
height
:
 
100px
)
 
{

  
width
:
 
@
width
;

  
height
:
 
@
height
;

}

.
color
()
 
{

  
color
:
 
red
;

}

img
 
{

  
.size(50px)
;

  
.color
;

}

```

Wynikowy CSS:
```
img
 
{

  
width
:
 
50
px
;

  
height
:
 
100
px
;

  
color
:
 
red
;

}

```

#### Zwracana wartość
W języku Less nie ma instrukcji return. Mixin może jednak zwracać wartość poprzez ustawienie jej zmiennej.
Przykład
```
.
sum
(
@
a
,
 
@
b
)
 
{

  
@
c
:
 
@
a
 
+
 
@
b
;

}

a
 
{

  
.
sum
(
5px
,
 
10px
);

  
width
:
 
@
c
;

}

```

Wynikowy CSS:
```
a
 
{

  
width
:
 
15
px
;

}

```

### Funkcje
Less zapewnia całą gamę wbudowanych funkcji – operujących na listach, kolorach, ciągach znaków, typach, czy matematycznych. Pełna lista znajduje się w oficjalnej dokumentacji. Wywołanie funkcji wygląda podobnie jak wywołanie mixins – nazwy funkcji pozbawione są jednak kropki lub hasha (#) na początku nazwy.

### Operatory arytmetyczne
Less obsługuje podstawowe operatory arytmetyczne: +, -, * i /.
Przykład
```
@
color
:
 
#
888
;

@
width
:
 
10px
;

div
 
{

  
border-top-color
:
 
@
color
 
+
 
#111
;

  
border-right-color
:
 
@
color
 
-
 
100
;

  
border-bottom-color
:
 
@
color
 
*
 
2
;

  
border-left-color
:
 
@
color
 
/
 
2.5
;

  
border-width
:
 
@
width
 
/
 
5
;

}

```

Wynikowy kod CSS:
```
div
 
{

  
border-top-color
:
 
#999999
;

  
border-right-color
:
 
#242424
;

  
border-bottom-color
:
 
#ffffff
;

  
border-left-color
:
 
#363636
;

  
border-width
:
 
2
px
;

}

```

### Mixin Guardsi operatory logiczne
Język Less nie posiada konstrukcji if..else znanej z większości języków funkcyjnych. Zamiast tego, posiada mixin guards – pozwala na stworzenie kilku funkcji o tej samej nazwie, a o tym, która zostanie wywołana, decyduje wartość przekazywanego parametru.
Użycie mixin guard wygląda następująco: po deklaracji mixin pojawia się słowo kluczowe when, po którym znajduje się warunek logiczny w nawiasach okrągłych.
Przykład
```
.
background
(
@
color
)
 
when
 
(
lightness
(
@
color
)
 
>=
 
50
%)
 
{

  
background-color
:
 
white
;

}

.
background
(
@
color
)
 
when
 
(
lightness
(
@
color
)
 
<
 
50
%)
 
{

  
background-color
:
 
black
;

}

.
a
 
{

  
.
background
(
#
d2e9a0
);

}

.
b
 
{

  
.
background
(
#
c22
);

}

```

Po skompilowaniu powyższy przykład w języku Less da następujący kod CSS:
```
.
a
 
{

  
background-color
:
 
white
;

}

.
b
 
{

  
background-color
:
 
black
;

}

```

#### Pętle
Less nie umożliwia na tworzenie pętli for, while, czy innych znanych z większości języków programowania. Za pomocą mixin guards oraz rekurencji można jednak tworzyć konstrukcje zbliżone do standardowych pętli.
Przykład
```
.
generate-grays
(
25
);

.
generate-grays
(
@
n
)
 
when
 
(
@
n
 
<
 
100
)
 
{

  
.
gray-
@
{
n
}
 
{

    
color
:
 
#fff
 
*
 
(
@
n
 
/
 
100
);

  
}

  
.
generate-grays
(
@
n
 
+
 
25
)
;

}

```

Po przetworzeniu do CSS:
```
.
gray-25
 
{

  
color
:
 
#404040
;

}

.
gray-50
 
{

  
color
:
 
#808080
;

}

.
gray-75
 
{

  
color
:
 
#bfbfbf
;

}

```

## Frameworki używające Less
- Bootstrap[12]
- Semantic UI[13]
- Roots Wordpress Starter Theme